# Droga ekspresowa H1 (Słowenia)
Droga ekspresowa H1 (słoweń. Hitra cesta H1) – dawne oznaczenie drogi kołowej w Słowenii o długości 241 km, biegnącej od tunelu drogowego pod Karawankami do granicy z Chorwacją.
W czasach Jugosławii była najważniejszą magistralą drogową Słowenii, stanowiąc część autostrady „Braterstwo i Jedność”. Do momentu wybudowania autostrady A2 posiadała kategorię drogi krajowej, łącząc Jesenice z Obrežjem w gminie Brežice. Wraz z oddawaniem do użytku kolejnych odcinków autostrady A2, fragmenty trasy H1 otrzymywały kategorię drogi regionalnej lub włączano je bezpośrednio w ciąg nowo budowanej autostrady.
Arteria była jednojezdniowa i nie posiadała pasa awaryjnego (jedynie krótki odcinek, pomiędzy Črnivecem a Podbrezjem spełniał wymogi drogi ekspresowej). W okresie wakacyjnym często występowały na niej zatory drogowe. Stanowiła również jedną z najniebezpieczniejszych dróg w Słowenii, szczególnie na odcinku Lublana – granica z Chorwacją. W latach 2004–2010 doszło na niej do 550 wypadków, w których zginęło 39 osób. 30 czerwca 2010 ostatni, 14,8-kilometrowy fragment H1 – pomiędzy Pluską (Trebnje) i Hrastjem – został zastąpiony przez ukończoną autostradę A2, wskutek czego magistrala oznaczona tym numerem przestała oficjalnie istnieć.